# Dermatolepis inermis
Dermatolepis inermis es una especie de pez marítimo, de la familia Serranidae, nativa del Atlántico occidental. Se le conoce como mero mármol, mero tigre, boricua, viuda o cherna jaspeada.

## Morfología
En promedio, pesa 10 kg y alcanza 50 cm de longitud total, aunque se ha registrado una longitud máxima de 91 cm. El cuerpo y las aletas son negras a fuscas, con muchas manchas blanquecinas. Espinas dorsales: 11; radios blandos dorsales: 18 a 20; espinas anales 3; radios blandos anales: 8 a 10.

## Hábitat
Es una especie asociada a los arrecifes y suele encontrarse en camas de rocas a profundidades de 210 m, generalmente en cuevas o grietas profundas.

## Distribución geográfica
Desde Carolina del Norte, hasta Venezuela, incluidos el golfo de México y el mar Caribe; y frente a los litorales de Brasil, desde Ceará hasta Río de Janeiro.